# جسيم تدخلي معيب

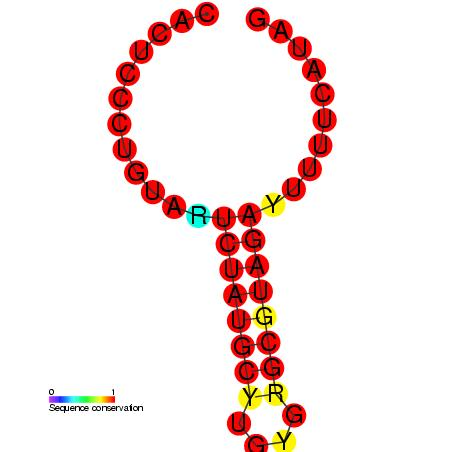

الجسيمات التدخلية المعيبة (DIPs) هي جسيمات فيروسية تفتقد جزء من أو كل الجينوم الخاص بها. وبسبب هذا النقصان في الجينوم الخاص بها، لا تستطيع الجسيمات التدخلية المعيبة دعم عدوى بذاتها. بدلاً من ذلك، فإنها تعتمد على العدوى المرافقة مع فيروس مساعد مناسب. ويوفر الفيروس المساعد وظائف الجينوم التي تفتقدها الجسيمات التدخلية المعيبة. ويتداخل الجسيم التدخلي المعيب مع الفيروس المساعد عن طريق التنافس للحصول على الإنزيمات التي يتطلبها الفيروس المساعد للتكاثر. ولسوء الحظ، فإن التداخل لا يكون كافيًا للقضاء على العدوى الفيروسية ولا يتم استخدام الجسيمات التدخلية المعيبة سريريًا. وعادة، يتم تنسخ الجينومات الصغيرة للجسيمات التدخلية المعيبة بشكل أكثر كفاءة من الجينوم الفيروسي كامل الطول، بما يولد عدد كبير للغاية من الجسيمات غير المعدية. في زرع الخلايا، إذا كانت هناك إمكانية لتقييم المقادير الفيروسية (الحد الأدنى للتخفيفات المعدية من الفيروس)، فإن توالد الجسيمات التدخلية المعيبة يرتبط في كثير من الأحيان بالعدوى ذات تعدد العدوى الرئيسية. الظاهرة الثانية الواضحة هي التبديل الدوري للمعايير المعدية العالية والمنخفضة التي يتم إنتاجها من ممر إلى ممر.
و ظاهرة فون ماغنوس (von Magnus Phenomenon) هي مصطلح آخر ذو صلة يتعلق بالتدخل المعيب. وتمت ملاحظتها لأول مرة في فيروس الإنفلونزا. Now a more precise information is available informing its from Influenza C group of virus.